# 소신

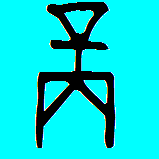

소신(小辛)은 상나라의 21대 군주이다. 태어날 때의 이름은 자송(子颂)이다.
사마천의 사기에 의하면 형인 반경의 뒤를 이어 상나라의 20대 군주가 되었다. 갑오(甲午)년에 즉위하였고 은(殷)을 수도로 삼았다. 재위에 오른지 3년 만에 동생인 소을에게 양위하였다.
은허에서 발굴된 갑골문에 따르면 그는 상나라의 19대 군주이다.